# Ocuragüe
Ocuragüe är en ort i Mexiko.   Den ligger i kommunen Sinaloa och delstaten Sinaloa, i den västra delen av landet, 1 100 km nordväst om huvudstaden Mexico City. Ocuragüe ligger 1 699 meter över havet och antalet invånare är 364.
Terrängen runt Ocuragüe är varierad. Ocuragüe ligger uppe på en höjd. Runt Ocuragüe är det mycket glesbefolkat, med 6 invånare per kvadratkilometer. Ocuragüe är det största samhället i trakten. I omgivningarna runt Ocuragüe växer huvudsakligen savannskog.